# Sauromates II
Tiberio Julio Sauromates II Philocaesar Philoromaios Eusèbes (en griego: Τιβέριος Ἰούλιος Σαυροματης Β' Φιλόκαισαρ Φιλορώμαίος Eυσεbής) fue un rey del Bósforo que reinó aproximadamente de 173/174 a 210/211, año de su muerte.

## Origen
Sauromates II es hijo del rey Tiberio Julio Roemetalces. Se presenta como un «descendiente de Heracles y de Poseidón». Sucede como rey a Eupator, que parece ser su tío.

## Reinado
El reinado de Sauromatès II es contemporáneo de los emperadores romanos Marco Aurelio, Cómodo, Pertinax, Didio Juliano, Septimio Severo y Caracalla.
Su nombre es mencionado en una inscripción grabada sobre el pedestal de una estatua que está consagrada por Ioulios Menestratos, archikoitoneitès (gran chambelán).
Otra inscripción datada en 194 d. C. celebra su victoria sobre los escitas y el tratado que ha permitido adquirir la «Táurica» sobre los vencidos. En sus monedas, es llamado «ΒΑΣΙΛΕΩΣ ΣΑΥΡΟΜΑΤΟΥ» (rey Sauromates) y como sus ancestros, se califica de Philocaesar Philoromaios Eusebes ("amigo de César, amigo de los romanos, piadoso").

## Posteridad
Sauromates II tiene como sucesor a sus hijo Rescuporis II, conocido por una inscripción datada en 220 hecha por Beibios, hijo de Achaimenes, nieto de Beibios, durante la restauración de un pórtico.